# Sergio Finazzi
Sergio Finazzi (Seriate, 16 marzo 1964) è un ex ciclista su strada italiano, professionista dal 1987 al 1990.

## Carriera
Nato nel 1964 a Seriate, in provincia di Bergamo, da dilettante vince una tappa al Giro della Valle d'Aosta nel 1984 con la G.S. Mecair-Ciocc e la Coppa d'Inverno nel 1985 con la G.S. Bresciaplast.
Nel 1987, a 23 anni, passato professionista con la Remac-Fanini, con la quale partecipato al Giro d'Italia, arrivando 67º, e a tre classiche monumento: la Milano-Sanremo (115º), il Giro delle Fiandre (83º) e il Giro di Lombardia (13º). Prima di queste corse Finazzi aveva trovato la vittoria, unica da professionista, all'inizio della stagione, imponendosi nella quinta tappa della Tirreno-Adriatico, da Grottammare a Monteprandone nelle Marche.
Con la Fanini-Seven Up nel 1988 si piazza 18º alla Milano-Sanremo, ritirandosi invece al Giro d'Italia. Dopo una stagione alla neonata Verynet e una alla Chateau d'Ax, nel 1990 si ritira dall'attività, all'età di 26 anni.
Dopo il ritiro ha iniziato a lavorare nel campo della costruzione di telai, con la Nevi di Chiuduno.

## Palmarès
- 1984 (dilettanti)

3ª tappa Giro della Valle d'Aosta (Nus > Châtillon)
- 1985 (dilettanti)

Coppa d'Inverno
- 1987 (Remac-Fanini, una vittoria)

5ª tappa Tirreno-Adriatico (Grottammare > Monteprandone)

## Piazzamenti

### Grandi Giri
- Giro d'Italia

1987: 67º
1988: ritirato

### Classiche monumento
- Milano-Sanremo

1987: 115º
1988: 18º
- Giro delle Fiandre

1987: 83º
- Giro di Lombardia

1987: 13º